# تایرا نو کوره‌هیرا
تایرا نو کوره‌هیرا (به ژاپنی: 平維衡)؛ زادهٔ قرن دهم میلادی) چهارمین پسر تایرا نو ساداموری یک سامورایی از خاندان تایرا در اواسط دوره هی‌آن اهل ژاپن بود. وی فرماندار ولایت ایسه و جد اعلی خاندان ایسه‌هی بود.